# A șaptea victimă
„A șaptea victimă” ("Seventh Victim") este o povestire științifico-fantastică scrisă de autorul american Robert Sheckley. A apărut inițial în revista Galaxy Science Fiction din aprilie 1953 și apoi a fost publicată în colecția de povestiri Untouched by Human Hands (1954). 
În limba română a fost tradusă de Delia Ivănescu și a fost publicată în volumul Monștrii (1995, Editura Nemira, Colecția Nautilus).

## Prezentare
Este ceva comun și legal să ucizi pe cineva dacă dorești acest lucru. Singura problemă este că dacă vrei să omori pe cineva trebuie ulterior să fii o victimă voluntară și depinde de tine să supraviețuiești încercării de ucidere și să elimini ucigașul. Un om care a făcut deja șase crime (și a supraviețuit celor șase încercări împotriva propriei sale vieți) primește numele celei de-a șaptea victime și este o femeie! 

## Adaptări
Scenariul filmului din 1965 La decima vittima  (A zecea victimă) a fost modificat față de povestire, schimbând rolurile dintre vânător și victimă. Vânătorul, jucat de Ursula Andress, îi este desemnată o a 10-a victimă, dar aparent nu reușește s-o recunoască. Victima, jucată de Marcello Mastroianni, o observă, dar nu știe dacă ea este într-adevăr un vânător. Cei doi se îndrăgostesc unul de celălalt și se dezvăluie că ea încearcă de fapt să aranjeze "uciderea perfectă", organizând sponsorizări cu o companie de ceai.
Sheckley a folosit conceptele filmului ca bază pentru o versiune extinsă a povestirii originale, de asemenea, intitulată The 10th Victim (A zecea victimă). Două continuări au urmat, Victim Prime în 1981, și Hunter/Victim în 1988.